# Eustachio Manfredi

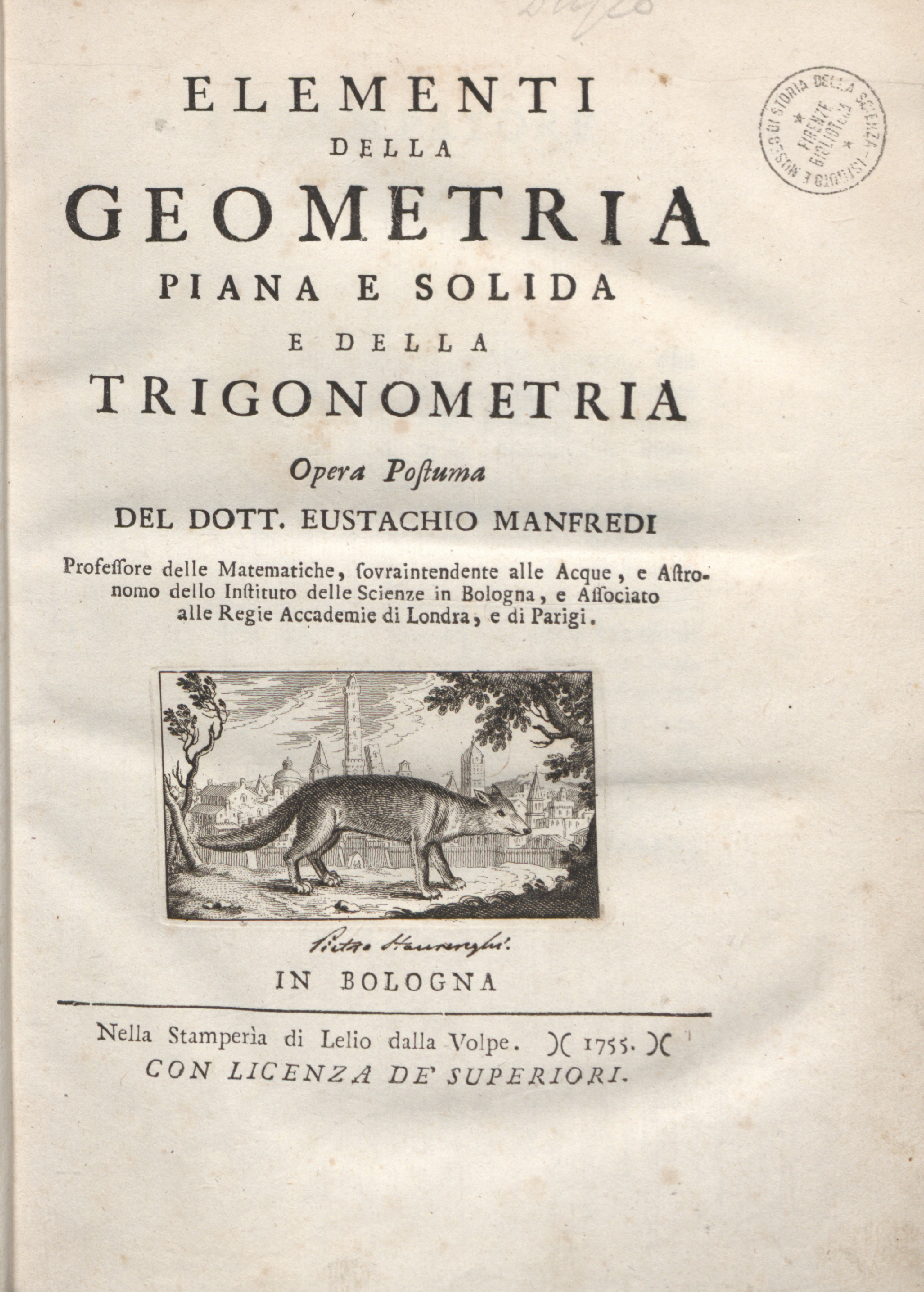
Elementi della geometria piana e solida e della trigonometria, 1755.

Eustachio Manfredi, född i Bologna den 20 september 1674, död den 15 februari 1739, var en italiensk skald och astronom, bror till Maddalena Manfredi.
Manfredi vann mycket beröm för sina canzoner och sonetter, i vilka han sökte efterlikna Dante och Petrarca (god upplaga 1760 av Manfredis Rime).